# Ricardo Giménez
Ricardo Fortunato Giménez (nacido en Granadero Baigorria el 26 de febrero de 1937) es un exfutbolista argentino. Se desempeñaba como delantero y debutó profesionalmente en Rosario Central.

## Carrera
Debido a su baja estatura y menudo físico, Giménez recibió los apelativos de Petiso y Pitufo; estas características físicas le permitieron ser un puntero izquierdo con mucha agilidad y gran velocidad, cualidades que lo convirtieron en un delantero difícil de controlar. 
Su debut en la primera de Rosario Central se produjo el 15 de abril de 1956, cuando Central igualó en dos con Gimnasia y Esgrima La Plata; Giménez logró convertir de palomita el tercer tanto para su equipo, pero fue anulado por el árbitro Carlos Nai Foino en polémica decisión.
.

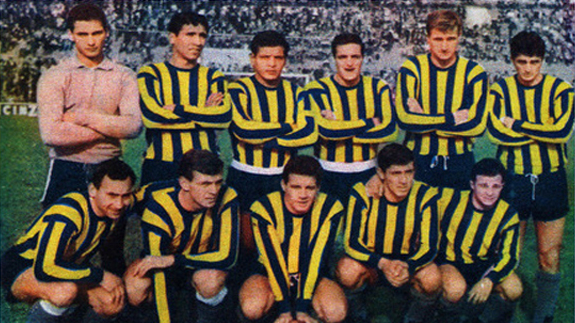
Rosario Central 1962. Parados: Andrada, Casares, Cardoso, Biagioli, Bautista, Muggione; hincados: Carbone, Menotti, Montaño, Fernández, Giménez

En esa segunda mitad de la década de 1950 fue habitual titular, compartiendo delantera con futbolistas de la talla de Oscar Mottura, Alberto Dolores Sánchez, Miguel Antonio Juárez, Juan Castro. 
Luego de cuatro temporadas fue transferido a Independiente. Con el Rojo se consagró campeón del torneo de Primera División de 1960, pero dejó el club al finalizar la temporada en conflicto con la dirigencia.
Retornó a Rosario Central, donde terminó por consolidarse como ídolo de la parcialidad canalla, jugando cinco años más con la casaca auriazul. En esta etapa se reencontró en la línea ofensiva con el Gitano Juárez, sumándose otros valores como César Menotti, el Nene Fernández, Néstor Manfredi; más adelante compartió también con el peruano Miguel Loayza y los uruguayos José Sasía y Julio Cortés. Al finalizar el Campeonato de 1965 fue dejado en libertad de acción, habiendo representado a la Academia en 223 partidos y habiendo anotado 26 goles.
Cruzó de vereda al firmar en Newell's Old Boys, siendo llevado a dicho club por otro emblema canalla que por entonces entrenaba al cuadro del Parque, Ángel Tulio Zof. Su actuación se redujo a 9 partidos durante 1966; luego decidió retirarse, aun siendo joven, ante la falta de propuestas y a un hecho que lo llevó a estar cerca de la muerte, al producirsele una reacción alérgica durante un entrenamiento.
Convirtió dos goles en clásicos rosarinos, ambos con la camiseta de Rosario Central: el 1 de diciembre de 1956, en la derrota de su equipo 2-1, y el 29 de septiembre de 1957, en la victoria centralista por 3-1.

## Clubes
| Club              | País      | Año       |
| ----------------- | --------- | --------- |
| Rosario Central   | Argentina | 1956-1959 |
| Independiente     | Argentina | 1960      |
| Rosario Central   | Argentina | 1961-1965 |
| Newell's Old Boys | Argentina | 1966      |

## Palmarés
| Equipo        | País      | Título           | Año  |
| ------------- | --------- | ---------------- | ---- |
| Independiente | Argentina | Primera División | 1960 |